# Patrice Bougrain-Dubourg
Pour les articles homonymes, voir Dubourg.
Pour les autres membres de la famille, voir famille Bougrain-Dubourg.
Patrice Bougrain-Dubourg, né le 10 avril 1920 au Vésinet (Seine-et-Oise) et mort le 4 avril 2010 à Neuvy-sur-Barangeon (Cher), est un homme politique et homme d'affaires français, qui s'est préalablement distingué dans la Résistance intérieure française.
Il est le fils du général Gabriel Bougrain et le père d'Allain Bougrain-Dubourg.

## La Résistance
Il fait partie de la Famille Bougrain-Dubourg, originaire de Couesmes en Mayenne. Il est le fils du général Gabriel Bougrain.
Il travaille au bureau d'études de l’usine aéronautique Blériot quand éclate la guerre. À l’armistice, il participe au convoyage dans le sud-ouest des matériels stratégiques de la Société nationale des constructions aéronautiques du Sud-Ouest (SNCASO) et reste à Bordeaux où il est placé comme dessinateur au bureau d’études de l’ingénieur André Herbemont. Sous la couverture de chargé de mission pour la liaison des services de la SNCASO, il entre dans la résistance comme agent du Service de Renseignements de l’Aéronautique (SRA) où il est homologué le 10 juillet 1940. Il fait partie du réseau Kléber commandé par Pierre Mangès, responsable de la base de Marmande, région Sud-Ouest. Arrêté à Langon (Gironde), il réussit à s’enfuir. Condamné à mort par contumace en janvier 1941, il  vit dans la clandestinité jusqu’à la fin de l’occupation, sous quatre faux noms. Muté comme chargé de mission de 2e classe le 1er décembre 1941 au S.R Alliance, il prend part aux opérations de sabotage militaire du Creusot, du canal de Bourgogne et des voies ferrées de cette région. C’est dans ces circonstances, et en instance de s’envoler à Londres avec sa fiancée, que, le 2 juillet 1943, l’évêque d’Autun bénit secrètement son mariage avec Edmée Bouire de Monier de Beauvallon. Il est muté le 1er décembre 1943 au S.R Samson comme chef de secteur, où il exerce son activité jusqu'au 30 septembre 1944.
Patrice Bougrain-Dubourg, dit Allain, est alors détaché à l’état-major des Forces françaises de l'intérieur (FFI) de la région de Bordeaux et est chargé de regrouper les agents étrangers des services de renseignements français et alliés (anciens des Brigades internationales, travaillant à la construction du Mur de l'Atlantique), soit cent-vingt hommes, avec lesquels est constituée la Légion franco-belge et néerlandaise. Encadrés, instruits et armés, ils effectuent sous son commandement des actions de « nettoyage » dans le secteur de Tarbes. En septembre, la légion est rattachée au Corps franc Pommiès de la 1re armée française du général de Lattre de Tassigny, qu’il doit rejoindre et où il garde le commandement en qualité de lieutenant. En novembre la Légion est dirigée vers la Belgique, sur ordre du général Kœnig, pour remise de ses éléments constitutifs aux ministères de la Défense belge et néerlandais. Le 1er février 1945, il est rayé des contrôles du Corps franc Pommiès, mis à la disposition de la Direction générale des études et recherches à Paris, qui l’envoie quelques mois auprès de l’attaché militaire de l’ambassade de France à Bruxelles, avant de le rappeler à Paris, au cabinet de Jacques Soustelle puis de son successeur André Dewavrin, dit le « colonel Passy ».

## Carrière politique
Son engagement politique découle directement de la Résistance. Pour être démobilisé, il se présente dans le département de Saône-et-Loire aux Élections législatives françaises de 1945 d’octobre (1945), à la tête d’une liste républicaine d’action sociale et de la Résistance, où il figure sous la profession de mineur.
Il a 25 ans quand il est élu, et se retrouve le plus jeune député de l’Assemblée nationale constituante et donc secrétaire d’âge. Il est un des fondateurs du groupe des Républicains Indépendants, demande notamment la création d’un ministère des anciens combattants et s’intéresse particulièrement aux comités d’entreprise.
En 1946, il se représente dans le même département et indique la profession de secrétaire de direction de la SNCASO. Sa liste est élue avec un gain d’environ 12 000 voix par rapport à 1945. À la seconde Assemblée nationale constituante, il est membre de la commission de la défense nationale ainsi que de la commission des moyens de communication. Le jeune secrétaire de l’Assemblée nationale affirme son attachement au principe de la liberté de la presse et demande une utilisation rationnelle des crédits militaires.
Aux élections législatives qui ont lieu le 10 novembre 1946, alors que la Saône-et-Loire bénéficie d’un siège supplémentaire, il remporte un éclatant succès en attirant vers sa liste plus de 32 000 voix nouvelles. Les 64 450 voix qui se sont portées sur la liste du Cartel républicain indépendant et gaulliste lui permettent d’avoir deux élus. Il est de nouveau élu secrétaire de l’Assemblée nationale le 3 décembre et, comme précédemment, il est membre de la commission de la défense nationale dont il devient secrétaire le 29 juillet 1948. Il est également membre de la commission des finances et de la commission de la réforme administrative en 1947, et de la commission des moyens de communication en 1948.
Toujours intéressé par les rapports économiques et sociaux, il présente une proposition de loi tendant à modifier la loi du 16 mai 1946 sur les comités d’entreprise.
Il s’attache à liquider les séquelles de la guerre en proposant le retour à la liberté des transactions pour les céréales secondaires et en présentant, au nom de la commission de la défense nationale, un rapport sur l’indemnisation des propriétaires de véhicules réquisitionnés pendant l’Occupation.
Toujours au nom de la même commission, il présente en 1948 des rapports sur la régularisation de la situation militaire des élèves de l’École Polytechnique et il propose d’élever les limites d’âge des officiers de gendarmerie. Il voudrait que les jeunes combattants de la dernière guerre puissent bénéficier des avantages réservés aux prisonniers de guerre ruraux et il souhaiterait que les veuves de guerre de condition modeste soient dispensées des cotisations aux allocations familiales. Le député de Saône-et-Loire veille au respect du travail des parlementaires, protestant contre l'absence des ministres à la séance de réponses aux questions orales et contre les séances trop tardives. Il demande, non sans humour, que les écoutes téléphoniques soient perfectionnées afin qu'il puisse téléphoner sans subir de parasitages sur sa ligne. Il attire vigoureusement l'attention du gouvernement sur le nombre excessif d'employés des bureaux de logement et de la radiodiffusion française et sur certaines défaillances de ses services. Des échanges très vifs ont lieu entre Patrice Bougrain et les parlementaires communistes. Il a demandé, le 11 mars 1948, que l'Assemblée nationale rende hommage à Jan Masaryk, ministre des affaires étrangères de Tchécoslovaquie, mort au service de la liberté, au lendemain d'un coup de force communiste. Le 18 mars 1948, il est pris à partie par André Tourné qui lui reproche d'avoir cherché à établir avec la SNCASO des relations incompatibles avec son mandat. Le député de Saône-et-Loire a le temps de voter contre l'ajournement des élections cantonales le 25 août et pour le Pacte atlantique le 29 juillet 1949 avant d'adresser, le 23 octobre 1949, une lettre de démission pour l'honneur au président de l'Assemblée nationale.
Aux élections de 1951, son geste ne semble pas bien compris par les électeurs. L'apparentement conclu entre la liste SFIO, la liste radical-socialiste et RGR, la liste MRP et la liste de l'Union des Indépendants Paysans et des Républicains nationaux, l'existence d'une liste RPF conduite par son ancien colistier de 1946, Joseph Renaud, l'absence de mandats locaux, ne lui laissent, par ailleurs, aucune chance de l'emporter. Les listes apparentées recueillent 101 089 voix, manquant de peu la majorité absolue. La répartition des sièges a donc lieu à la proportionnelle, ce qui donne deux sièges à la liste communiste (68 740 voix), un siège à la liste SFIO et un siège à la liste MRP dont le recul se confirme (respectivement 28 433 et 20 959 voix) ; la liste radicale-socialiste a un élu pour 24 163 voix et la liste des indépendants un pour 28 490 voix. La liste du RPF, qui recueille 50 377 suffrages, a également un siège. La liste de Patrice Bougrain, dénommée Liste de courage civique face aux destructeurs de la France et aux calomniateurs, ne recueille que 91 voix. L'ancien député abandonne définitivement la politique pour se consacrer à la vie des affaires.

## La vie des affaires
C’est pendant les 18 mois passés au groupe OPTORG, société de négoce créée en Indochine, qu’il se forme au commerce international et devient spécialiste des marchés étrangers.
Conseiller technique en matière d’exportation pour les sociétés récemment nationalisées (EDF, Banque française du commerce extérieur, Elf, Charbonnages de France, etc.), il parcourt le monde à la recherche de nouveaux marchés, à commencer par le Koweït, dont il réussit à faire venir l’émir à Paris en 1953, et l’Iran où le Shah approuve un important programme d’habitat. Ainsi il se rend dans tous les pays musulmans, ainsi qu’en Chine dès 1957, en Amérique latine et dans tous les pays d’Europe, y compris l'URSS.
Lorsqu’en 1968, un GIE de sociétés d’État pour l’exportation est créé au sein du Bureau du développement de la production agricole (BDPA, dont le directeur général est Roger Barberot), il en est nommé directeur général, jusqu’à sa dissolution en 1972.
Patrice Bougrain-Dubourg est également très engagé dans le monde avicole, en tant qu’expert auprès de tribunaux et juge officiel. Président du Marans Club de France, il est secrétaire de la Confédération nationale de l’aviculture et commissaire du Salon de l’agriculture de Paris.
Il se retire progressivement des affaires dès 1980 et s’installe dans sa maison de l’île de Ré dont il est président des Anciens Combattants.

## Distinctions
- Officier de la Légion d'honneur[Quand ?]
- Croix de guerre 1939–1945
- Médaille de la Résistance française avec rosette (24 avril 1946)[2]
- Officier de l'ordre du Mérite agricole
- Croix du combattant volontaire de la Résistance
- Croix de guerre (Belgique)
- Croix de l'Ordre d'Orange-Nassau
- King's Medal for Courage in the Cause of Freedom (Grande-Bretagne)
- Médaille de la Résistance polonaise en France
- Chevalier de l'Ordre du Lion et du Soleil (Iran)